# Seki
Seki (関市 Seki-shi?) es una ciudad en la prefectura de Gifu, Japón, localizada en la parte central de la isla de Honshū, en la región de Chūbu. Tenía una población estimada de 85 636 habitantes el 1 de septiembre de 2020 y una densidad de población de 183 personas por km².

## Geografía
Seki se encuentra en la parte central de la prefectura de Gifu, en el extremo norte de la llanura de Nōbi, aproximadamente a 40 kilómetros al norte de Nagoya. Debido a varias fusiones municipales, la ciudad tiene forma de "U", casi encerrando a la ciudad de Mino. También como resultado de la fusión, el centro de población de Japón ahora se encuentra en Sekiuchi (antigua área de Mutsumi-cho). El monte Takinami es el punto más alto de la ciudad, con una elevación de 1412 metros. El río Nagara y el río Itadori atraviesan la ciudad.

## Historia
El área alrededor de Seki era parte de la tradicional provincia de Mino. En las reformas catastrales posteriores a la restauración Meiji, se creó el distrito de Mugi en la prefectura de Gifu, y la ciudad de Seki se estableció el 1 de julio de 1889 con el establecimiento del sistema de municipios modernos. Seki fue elevado al estado de ciudad el 15 de octubre de 1950. El 7 de febrero de 2005 los pueblos de Mugegawa y Mugi y las aldeas de Horado, Itadori y Kaminoho (todas del distrito de Mugi) se fusionaron en Seki.

## Demografía
Según los datos del censo japonés, la población de Seki ha aumentado rápidamente en los últimos 40 años.
| Gráfica de evolución demográfica de Seki entre 1950 y 2015 |
|                                                            |
| Oficina de Estadística de Japón                            |

### Clima
La ciudad tiene un clima caracterizado por veranos cálidos y húmedos e inviernos suaves (Cfa en la clasificación climática de Köppen). La temperatura media anual en Seki es de 15.2 °C. La precipitación media anual es de 2090 mm siendo septiembre el mes más húmedo. Las temperaturas son más altas en promedio en agosto, alrededor de 27.8 °C, y más bajas en enero, alrededor de 3.4 °C.
| Parámetros climáticos promedio de Seki | Parámetros climáticos promedio de Seki | Parámetros climáticos promedio de Seki | Parámetros climáticos promedio de Seki | Parámetros climáticos promedio de Seki | Parámetros climáticos promedio de Seki | Parámetros climáticos promedio de Seki | Parámetros climáticos promedio de Seki | Parámetros climáticos promedio de Seki | Parámetros climáticos promedio de Seki | Parámetros climáticos promedio de Seki | Parámetros climáticos promedio de Seki | Parámetros climáticos promedio de Seki | Parámetros climáticos promedio de Seki |
| Mes                                    | Ene.                                   | Feb.                                   | Mar.                                   | Abr.                                   | May.                                   | Jun.                                   | Jul.                                   | Ago.                                   | Sep.                                   | Oct.                                   | Nov.                                   | Dic.                                   | Anual                                  |
| -------------------------------------- | -------------------------------------- | -------------------------------------- | -------------------------------------- | -------------------------------------- | -------------------------------------- | -------------------------------------- | -------------------------------------- | -------------------------------------- | -------------------------------------- | -------------------------------------- | -------------------------------------- | -------------------------------------- | -------------------------------------- |
| Temp. máx. media (°C)                  | 7.5                                    | 8.7                                    | 12.6                                   | 18.7                                   | 23.4                                   | 26.7                                   | 30.5                                   | 32.2                                   | 27.7                                   | 22                                     | 16.4                                   | 10.6                                   | 19.8                                   |
| Temp. media (°C)                       | 3.4                                    | 4.3                                    | 7.5                                    | 13.4                                   | 18.2                                   | 22.4                                   | 26.5                                   | 27.8                                   | 23.6                                   | 17.3                                   | 11.5                                   | 6.1                                    | 15.2                                   |
| Temp. mín. media (°C)                  | -0.7                                   | -0.1                                   | 2.5                                    | 8.2                                    | 13.1                                   | 18.1                                   | 22.5                                   | 23.5                                   | 19.5                                   | 12.6                                   | 6.6                                    | 1.7                                    | 10.6                                   |
| Precipitación total (mm)               | 85                                     | 91                                     | 141                                    | 190                                    | 191                                    | 282                                    | 295                                    | 214                                    | 272                                    | 145                                    | 101                                    | 83                                     | 2090                                   |
| Fuente:                                |                                        |                                        |                                        |                                        |                                        |                                        |                                        |                                        |                                        |                                        |                                        |                                        |                                        |

## Ciudades hermanas
Seki está hermanada con:
- Himi, Japón;
- Ichinomiya, Japón;
- Huangshi, Hubei, China, hermanado desde 1997;
- Mogi das Cruzes, São Paulo, Brasil, hermanado desde 1999.